# 彼得·路德
彼得·路德（德語：Peter Luther，1939年1月2日—），德国男子马术运动员。他曾代表西德参加1984年夏季奥林匹克运动会马术比赛，获得团体场地障碍赛铜牌和个人场地障碍赛第十一名。